# Oslo fagottkor

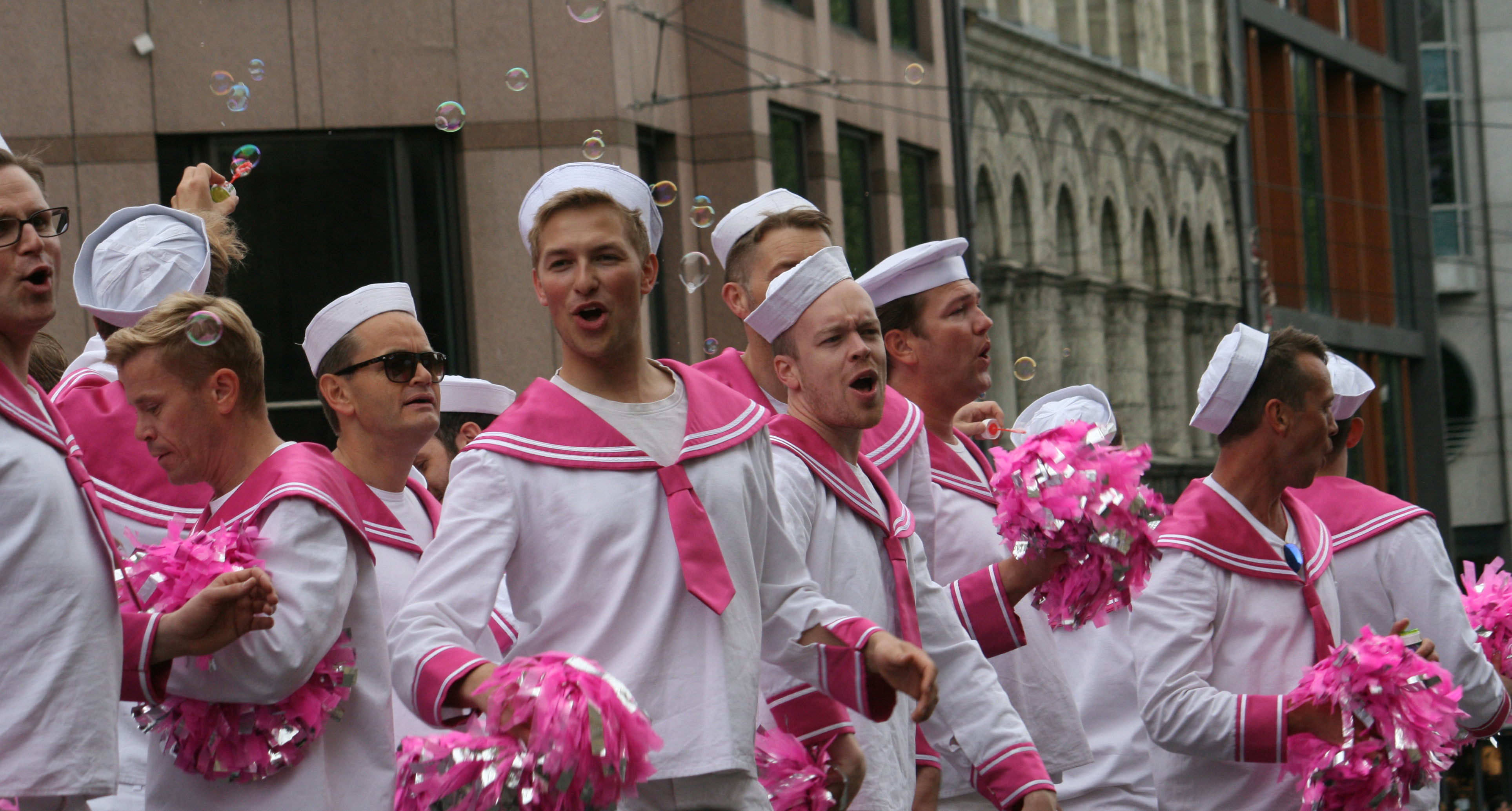
Oslo fagottkor, 2014.

Oslo fagottkor är en norsk manskör bestående av 35–40 homosexuella män. Körens repertoar sträcker sig från modern popmusik till klassisk musik blandat med humoristiska inslag.
Oslo fagottkor grundades år 2004 och dess namn kan härledas till det engelska faggot, ett pejorativ för homosexuella män, som  gruppen tar udden av. De har uppträtt i TV-programmet God morgen, Norge! vid flera tillfällen och med Kringkastingsorkestret i Oslo Konserthus. Kören producerar julkonserten "God jul og fagott nyttår" varje år i Lilleborg Kirke och håller sommarkonserter på Chat Noir i Oslo vartannat år.

## Meriter
Sommaren 2009 blev Oslo fagottkor världsmästare för homokörer vid  World Outgames i Köpenhamn och år 2011 sjöng de 2010 års vinnarmelodi tillsammans med Didrik Solli-Tangen vid Norsk Melodi Grand Prix.
Under Skid-VM 2011 uppträdde kören tillsammans  med blant andra Arve Tellefsen, Wenche Myhre, Madcon och Satyrikon.
Oslo fagottkor uppträdde på operahuset i Sydney i samband med sitt 10-årsjubileum 2014 och 2017 fick de pris för bästa framförande vid Stockholm Pride.